# Quinigua jezik
Quinigua jezik, slabo poznati izumrli jezik kojim su govorili Quinigua (Quinicuane) Indijanci u sjeveroistočnom Meksiku, Nuevo Leon. 
Eugenio del Hoyo (1960) i Karl-Heinz Gursky (1964) u svojoj The Linguistic Position of the Quinigua Indians navode da ovim jezikom govore Quinicuane, pleme koje se prvi puta spominje 1715-23 na misiji San Cristóbal de Hualahuises. 1730-tih su identificirani kao jedno od brojnih plemena koja napadaju na španjolska naselja u Nuevo Leonu.
Meksički Publicaciones del Archivo General de la Nación XV (Reyes, 1944), pleme Quinicuane vodi pod tamaulipečku jezičnu skupinu